# Antiplecta nigripleta
Antiplecta nigripleta är en fjärilsart som beskrevs av W. Warren 1906. Antiplecta nigripleta ingår i släktet Antiplecta och familjen Uraniidae. Inga underarter finns listade i Catalogue of Life.